# スコルツェ
スコルツェ（伊: Scorzè）は、イタリア共和国ヴェネト州ヴェネツィア県にある、人口約19,000人の基礎自治体（コムーネ）。

## 地理

### 位置・広がり

#### 隣接コムーネ
隣接するコムーネは以下の通り。括弧内のPDはパドヴァ県、TVはトレヴィーゾ県所属を示す。
- マルテッラーゴ
- モリアーノ・ヴェネト (TV)
- ノアーレ
- サルツァーノ
- トレバゼーレゲ (PD)
- ヴェネツィア
- ゼーロ・ブランコ (TV)

### 気候分類・地震分類
気候分類では、zona E, 2527 GGに分類される。
また、イタリアの地震リスク階級 (it) では、zona 3 (sismicità bassa) に分類される。

## 行政

### 分離集落
スコルツェには、以下の分離集落（フラツィオーネ）がある。
- Cappella, Gardigiano, Peseggia, Rio San Martino

## 社会
サンベネデット（ミネラルウォーター）の採水地がある。イタリアでは非常に有名なミネラルウォーターのひとつで、アリタリア航空の機内サービスでも使用されている。近年は日本においても輸入食品を扱う店等でよく見かけるようになり、知名度が増してきている。